# Mirel

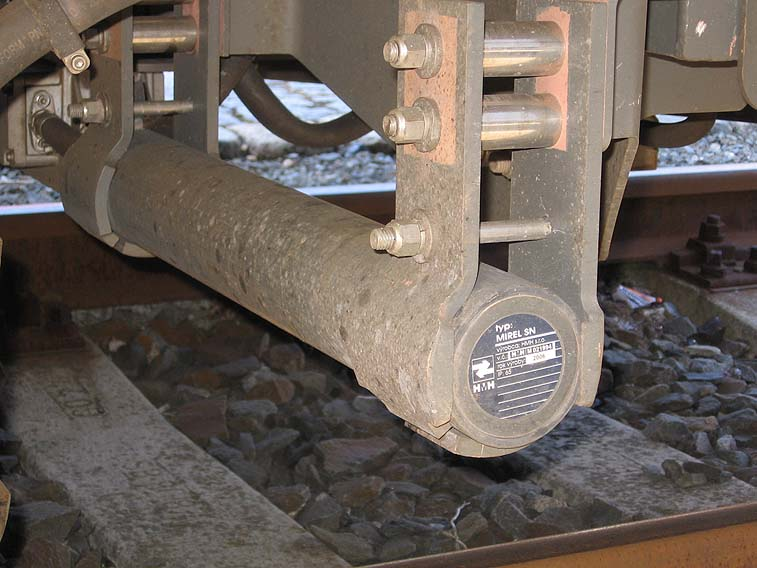
Fahrzeug-Antenne der Zugbeeinflussung Mirel

Mirel ist die Fahrzeugausrüstung eines Zugbeeinflussungssystems, das mit der Streckenausrüstung des Zugbeeinflussungssystems LS zusammenarbeitet. Mirel wird bei der slowakischen Eisenbahn ŽSR verwendet und ist für den Einsatz bei den tschechischen Eisenbahnen zugelassen.
Die erste Bauart dieser Fahrzeuggeräte war Mirel S1 560. Mit dem Gerät wurden die elektrischen Triebzüge der Baureihe 560 der ŽSR nachgerüstet. Seither kommt ausschließlich das Nachfolgegerät Mirel VZ1 zum Einsatz.

## Mirel VZ1

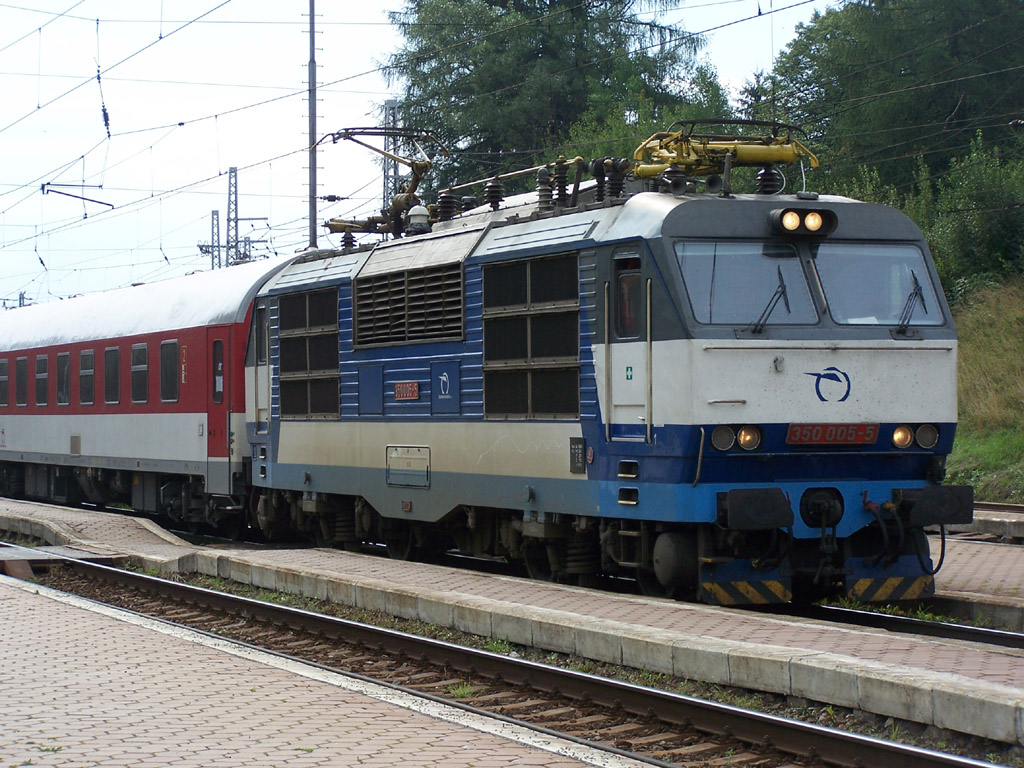
Mirel VZ1 kam erstmals bei den ŽSR-Lokomotiven der Baureihe 350 zum Einsatz. Der Betrieb damit wurde 2000 in der Slowakei und in Tschechien aufgenommen.

Mirel VZ1 wird auch in Triebfahrzeugen der ČD, RegioJet und weiterer Eisenbahnverkehrsunternehmen eingesetzt. Mirel VZ1 ist optional in der Lage, mit der Streckenausrüstung der ungarischen Zugbeeinflussung EVM zusammenzuarbeiten. Zudem ist ein Interface zum SHP-System der Polnischen Staatsbahn PKP verfügbar.
Das System Mirel VZ1 arbeitet in Mikroprozessortechnik und ist für eine Höchstgeschwindigkeit von 160 km/h zugelassen. Grundlegende Verbesserungen gegenüber dem System LS bestehen in der Überwachung der Geschwindigkeit und der Berechnung von Bremskurven, bei deren Überschreitung eine Zwangsbremsung ausgelöst wird.

## Funktionen in der Betriebsart ŽSR/ČD
Nach der Inbetriebnahme des Fahrzeugs muss einer der vier Modi gewählt werden:
- Rangierbetrieb
- Betrieb mit voller Funktionstüchtigkeit
- Gesperrt (Betrieb ohne Informationsübertragung der Streckenausrüstung)
- Schleppfahrt oder Schiebedienst

### Rangierbetrieb
In diesem Modus werden keine Signalinformationen der Streckenausrüstung empfangen. Die Höchstgeschwindigkeit des Fahrzeugs beträgt 40 km/h, wobei bei Geschwindigkeiten über 20 km/h die Wachsamkeitskontrolle aktiviert ist.

### Betrieb
Vor Beginn einer Zugfahrt hat der Triebfahrzeugführer die maximal zulässige Zuggeschwindigkeit einzugeben. Während der Fahrt werden aus den empfangenen Signalinformationen die folgenden Höchstgeschwindigkeiten berechnet:
| Signalzeichen    | Anzeige auf dem Fahrzeug | Geschwindigkeit                                                                                              |
| ---------------- | ------------------------ | --- |
| freie Fahrt      | grün                     | voreingestellte maximale Zugsgeschwindigkeit                                                                 |
| Vorsicht         | gelb                     | 120 km/h |
| 40 und Vorsicht  | gelber Ring              | 40 km/h (beziehungsweise 60, 80 oder 100 km/h durch manuelle Eingabe nach Übertragung dieses Signalzeichens) |
| Halt             | rot                      | 40 km/h |
| ohne Übertragung | –                        | 120 km/h |

Erkennt Mirel aus den empfangenen Signalinformationen, dass die zulässige Geschwindigkeit niedriger als die tatsächliche Zugsgeschwindigkeit ist, berechnet das Gerät eine Bremskurve, die zur zeitabhängigen Geschwindigkeitskontrolle während des Bremsvorgangs dient. Dabei wird auf der Anzeige die aktuell geltende Höchstgeschwindigkeit angezeigt. Bei Überschreitung dieser Geschwindigkeit wird eine Zwangsbremsung ausgelöst, außer der Triebfahrzeugführer schaltet das Gerät auf manuelle Steuerung um, während die Bremskurve wirksam ist.

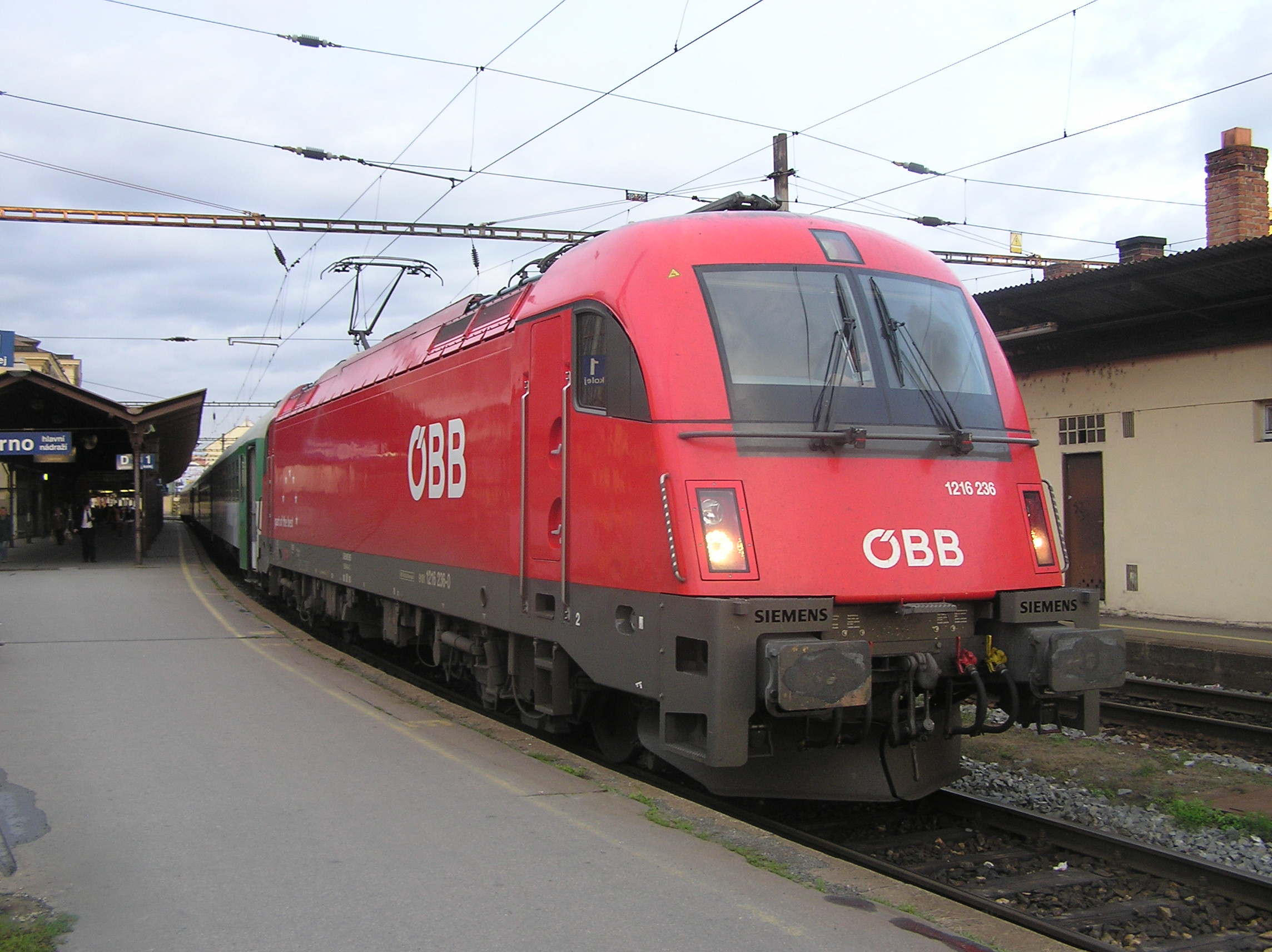
Die ÖBB-Lokomotiven der Baureihe 1216, die in Tschechien und der Slowakei eingesetzt werden, sind mit Mirel VZ1 ausgerüstet.

Die Wachsamkeitstaste muss in folgenden Fällen bedient werden:
- Bei Unterbrechung der Signalzeichenübertragung
- Wenn auf manuelle Steuerung umgeschaltet wird, solange eine Bremskurve wirksam ist
- Bei der Übertragung des Signalzeichens Halt
- Bei der Übertragung des Signalzeichens Vorsicht bei Geschwindigkeiten über 90 km/h
- Wenn bei der Übertragung des Signalzeichens 40 und Vorsicht die Zielgeschwindigkeit durch manueller Eingabe auf über 40 km/h erhöht wurde

Wenn der Triebfahrzeugführer seine Wachsamkeit nicht bestätigt, wird eine Zwangsbremsung ausgelöst. Beim Stillstand des Fahrzeugs oder bei Geschwindigkeiten unter 15 km/h und angezogener Hand- oder Feststellbremse ist die Wachsamkeitskontrolle nicht aktiv.
Im Betriebsmodus wird zudem die Fahrtrichtung kontrolliert. Bei Fahrt entgegen der gewählten Richtung wird eine Zwangsbremsung ausgelöst.

### Gesperrt
Beim Ausfall der Streckenausrüstung bekommt der Triebfahrzeugführer die Anweisung, Mirel VZ1 in den Modus gesperrt umzuschalten. Außer der Signalzeichenübertragung und der Kontrolle der Höchstgeschwindigkeit – sie beträgt 120 km/h – arbeitet das Gerät gleich wie im Betriebsmodus.

### Schleppfahrt oder Schiebedienst
Wenn sich das Triebfahrzeug nicht an der Zugspitze befindet, werden nur die Überschreitung der Höchstgeschwindigkeit des Fahrzeugs und die Fahrtrichtung kontrolliert.

## Funktionen in der Betriebsart MÁV
Mirel VZ1 arbeitet in der Betriebsart MÁV entweder im Modus Rangierbetrieb oder Betrieb.
Im Rangiermodus werden keine Signalinformationen von der Streckenausrüstung empfangen. Die Höchstgeschwindigkeit ist auf 40 km/h begrenzt.
Im Betriebsmodus wird dem Triebfahrzeugführer eine der folgenden Signalstellungen angezeigt: Halt, freie Fahrt oder Geschwindigkeitsbeschränkung auf 15, 40, 80 oder 120 km/h. Bei Überschreitung der zulässigen Geschwindigkeit löst Mirel VZ1 eine Zwangsbremsung aus.
In beiden Betriebsmodi ist bei Geschwindigkeiten über 15 km/h die Wachsamkeitskontrolle eingeschaltet. Nach jeweils 1550 m wird die Wachsamkeit des Triebfahrzeugführers kontrolliert. Bei stillstehenden Fahrzeugen ist die Wegrollsicherung aktiviert.

## Vor- und Nachteile

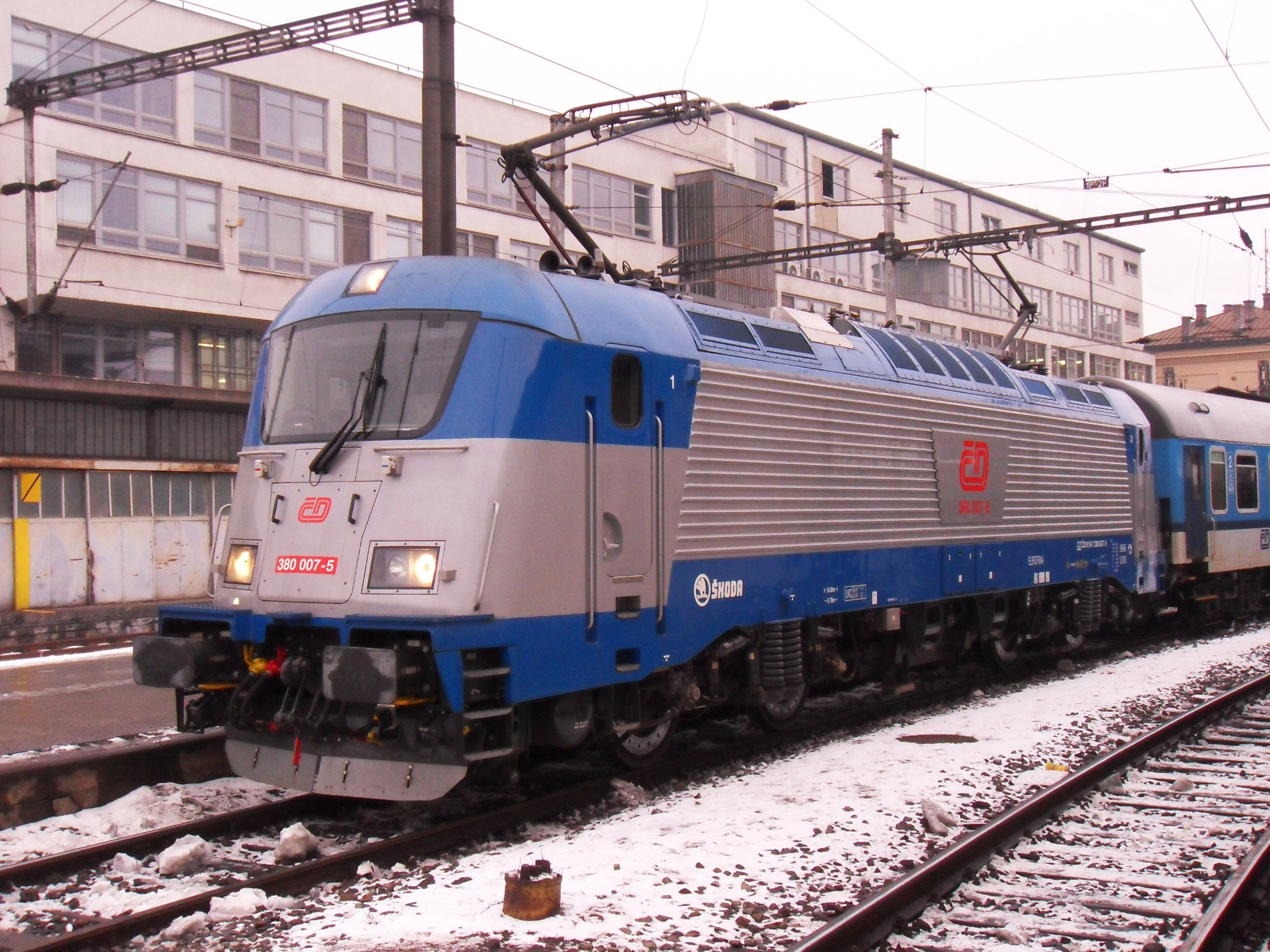
Bei der ČD-Baureihe 380 kommt Mirel VZ1 in Tschechien, in der Slowakei und in Ungarn zum Einsatz.

Mit Mirel wurde im Rahmen der gegebenen Möglichkeiten ein Zugbeeinflussungssystem entwickelt, das zu einer weiteren Erhöhung der Sicherheit führte. Es verringert die Wahrscheinlichkeit, dass Halt zeigende Signale überfahren werden. Weil die Streckenausrüstung des Systems LS nur vier Geschwindigkeitsbegriffe – inklusive Halt und freie Fahrt – übertragen kann, muss bei einer Geschwindigkeitsbeschränkung auf 60, 80 oder 100 km/h der Triebfahrzeugführer die Geschwindigkeit manuell eingeben. Somit bleibt ein wesentlicher Teil der Verantwortung beim Triebfahrzeugführer.
In gleicher Weise ist das der Fall, wenn Mirel VZ1 die Aufforderung zum Halten empfängt und die Bremskurve stark vom tatsächlichen Bremsweg abweicht. Bei der Berechnung der Bremskurve wird weder das Bremsgewicht des Zuges noch der tatsächlich zur Verfügung stehende Bremsweg mitberücksichtigt. Der Bremsweg beträgt einheitlich 1500 m bei Geschwindigkeiten von 120 km/h und mehr beziehungsweise 1000 m bei tieferen Geschwindigkeiten.
Eine weitere Einschränkung besteht darin, dass die Einhaltung der Bremskurve nur bis zur Geschwindigkeit von 30 km/h überwacht wird. Dann erfolgt lediglich eine Wachsamkeitskontrolle – ob der Zug zum Stillstand kommt, wird nicht kontrolliert.
Für den Triebfahrzeugführer stellt Mirel VZ1 eine Komfortsteigerung dar, da er weniger häufig die Wachsamkeitstaste bedienen muss als bei der Original-LS-Fahrzeugausrüstung. Weil Mirel VZ1 auch mit Zugbeeinflussungen einiger Nachbarländer zusammenarbeiten kann, reicht für den Einsatz in der Slowakei, Tschechien, Ungarn und Polen eine einzige Fahrzeugausrüstung aus.
Mirel ist voraussichtlich der Höhepunkt in der Entwicklung der Zugbeeinflussung LS. Mirel wird in der einheitlichen europäischen Zugbeeinflussung ETCS als abzulösendes Class-B-System betrachtet und kann als STM nachgerüstet werden.